# Herstal
Herstal — antigamente Heristal e em valão Hèsta — é uma cidade da Bélgica localizado no distrito de Liège, província de Liège, região da Valônia. O título de cidade foi obtido a partir do Parlamento valão em maio.
Desde 1 de janeiro de 1977, a cidade de Herstal é fundida com as antigas comunas de Milmort, Vottem (com exceção de algumas ruas que foram transferidas para Liège) e parte da antiga comuna de Liers (o outro tendo se juntado a Juprelle). Ela faz parte da região do Baixo Mosa.
É sede da indústria de armas FN Herstal.
É o possível local de nascimento de Carlos Martel e de Carlos Magno, mas não há evidências de que Carlos Magno nasceu no cidade.

## Geografia
A cidade de Herstal é limítrofe da Liège. Ele forma com esta e os comunas do entorno (Seraing, Saint-Nicolas, Ans, Flémalle e outras) o que geralmente é chamado de aglomeração de Liège: uma metrópole com população de cerca de 600 000 habitantes.
Herstal é cercada pelos municípios de Liège, Juprelle e Oupeye.
É atravessada pelo Mosa e o canal Albert. Um afluente, a Laye desempenha um importante papel hidráulico.